# Opa
För andra betydelser, se Opa (olika betydelser).
OPA! (grekiska ΏΠΑ!) är en låt som sjöngs av Giorgos Alkaios & Friends i Eurovision Song Contest 2010 i Oslo, Norge där den placerade sig på en åttonde plats med totalt 140 poäng. 2000-talets första sång som var framförd helt på grekiska.

## Listplaceringar
| Lista (2010)                       | Topplacering |
| ---------------------------------- | ------------ |
| Belgiska singellistan för Flandern | 37           |
| Finländska singellistan            | 20           |
| Grekiska digitala singellistan     | 4            |
| Grekiska spellistan                | 91           |
| Brittiska singellistan             | 110          |